# Zdeňka Horníková
Zdeňka Horníková (* 6. prosince 1952 Náchod) je česká politička ODS, v letech 2013 až 2022 viceprezidentka Nejvyššího kontrolního úřadu, v letech 1996 až 2013 poslankyně Poslanecké sněmovny PČR, v letech 1996 až 1998 starostka města Náchod. Od roku 2022 je starostkou obce Žďárky.

## Životopis
Vystudovala náchodské gymnázium a poté Pedagogickou fakultu na dnešní hradecké univerzitě (obor biologie a chemie). Po mateřské dovolené v září 1978 nastoupila opětovně na ZŠ Komenského v Náchodě a jako učitelka pracovala až do roku 1993. Pak krátce soukromě podnikala.
V roce 1994 vstoupila do komunální politiky. V komunálních volbách roku 1994 a komunálních volbách roku 1998 byla zvolena za ODS do zastupitelstva města Náchod. Nejdříve působila jako řadová členka městského zastupitelstva, později jako místostarostka a od února 1996 coby starostka Náchoda. Členkou ODS se stala v roce 1991.
Ve volbách v roce 1996 byla zvolena do poslanecké sněmovny za ODS (volební obvod Východočeský kraj). Mandát obhájila ve volbách v roce 1998, volbách v roce 2002, volbách v roce 2006 a volbách v roce 2010. V letech 1996–1998 byla členkou výboru pro vědu, vzdělání, kulturu, mládež a tělovýchovu a v letech 1996–2006 výboru pro veřejnou správu, regionální rozvoj a životní prostředí (z toho v letech 1998–2002 jako jeho místopředsedkyně). V období let 2006–2010 zasedala v sněmovním výboru pro veřejnou správu a regionální rozvoj na postu jeho místopředsedkyně, po roce 2010 coby řadová členka výboru. Od roku 2010 je rovněž místopředsedkyní výboru kontrolního výboru a členkou výboru petičního. V letech 1998–2002 a 2006–2010 působila na postu místopředsedkyně poslaneckého klubu ODS.
V únoru 2012 se stala předsedkyní regionální rady ODS v Královéhradeckém kraji.
V dubnu 2013 byla Poslaneckou sněmovnou PČR zvolena viceprezidentkou Nejvyššího kontrolního úřadu ČR. Post zastávala do dubna 2022.
Je vdaná a má dvě děti.